# Arrondissement Aurillac
Aurillac is een arrondissement van het Franse departement Cantal in de regio Auvergne-Rhône-Alpes. De onderprefectuur is Aurillac.

## Kantons
Het arrondissement was tot 2014 samengesteld uit de volgende kantons:
- Kanton Arpajon-sur-Cère
- Kanton Aurillac-1
- Kanton Aurillac-2
- Kanton Aurillac-3
- Kanton Aurillac-4
- Kanton Jussac
- Kanton Laroquebrou
- Kanton Maurs
- Kanton Montsalvy
- Kanton Saint-Cernin
- Kanton Saint-Mamet-la-Salvetat
- Kanton Vic-sur-Cère

Na de herindeling van de kantons bij decreet van 13 februari 2014, met uitwerking op 22 maart 2015 zijn dat de volgende:
- Kanton Arpajon-sur-Cère
- Kanton Aurillac-1
- Kanton Aurillac-2
- Kanton Aurillac-3
- Kanton Maurs
- Kanton Naucelles (deel: 14/16)
- Kanton Saint-Paul-des-Landes
- Kanton Vic-sur-Cère